# جهان مسطح است
«جهان مسطح است: تاریخچه مختصری از قرن بیست و یکم»، نام کتابی پر فروش از توماس ال. فریدمن است که در آن به تجزیه و تحلیل جهانی سازی در قرن بیست و یکم می‌پردازد. عنوان کتاب، استعاره‌ای است از دیدن جهان به عنوان یک زمین بازی که تمام شرکت‌کنندگان در این بازی، فرصت برابری دارند. همچنان که در پشت جلد ویرایش اول قید شده‌است، عنوان کتاب همچنین اشاره به تغییر جهت ضروری کشورها، شرکت‌ها و افراد دارد برای اینکه بتوانند در بازارهای جهانی - که در آن تقسیمات جغرافیایی و تاریخی به نحو روزافزونی در حال محو شدن هستند - مزیت رقابتی خود را حفظ کنند.
این کتاب با ترجمه احمد عزیزی و به وسیله نشر هرمس به چاپ رسیده است.

## خلاصه
در این کتاب، نویسنده ماجرای سفری به شهر بنگلور هندوستان را نقل می‌کند وقتی که دریافت جهانی سازی مفاهیم اصلی اقتصاد را تغییر داده است.
فریدمن مثال‌های بسیاری از شرکت‌هایی که در هندوستان و چین هستند می‌زند که با تهیه نیروی کار ؛ از ماشین‌نویس و اپراتور مرکز تلفن تا حسابدار و برنامه‌نویس کامپیوتر، تبدیل به جزء جدایی ناپذیری از شرکت‌هایی مانند دِل، آ. اُ. ال و مایکروسافت شده‌اند.
"این کتابی دربردارنده نظریات فریدمن، یکی از جامعه‌شناسان معاصر، در زمینه روند جهانی‌شدن و تحولات عصر ماست که در آن پیشرفت‌های فناوری و ارتباطات مردم جهان را بیش از هر زمان دیگری به هم پیوند می‌دهد و در عین حال که موجب انباشت ثروت در کشورهایی نظیر چین و هند شده، سایر جهان را نیز ناگزیر به سریع‌تر دویدن، به دلیل بقا یا حفظ جایگاه موجود، کرده است.
فریدمن در این کتاب از جهان مسطح رازگشایی می‌کند و امکان درک صحنه‌های حیرت‌آفرینی را که در جهان امروز در برابر خوانندگان وجود دارد، برای آنان فراهم می‌سازد. او ضمن تشریح رویداد مسطح شدن جهان در اوایل قرن بیست و یکم، به توضیح مفهوم آن برای کشورها، شرکت‌ها، جوامع و افراد و نیز چگونگی سازگار شدن دولت‌ها و جوامع با این پدیده می‌پردازد.
مقصود فریدمن از «مسطح بودن» متصل بودن به مفهوم کاهش موانع تجاری و سیاسی، در پرتو پیشرفت‌های تصاعدی فناورانه در حوزه دیجیتال است که تجارت یا تقریباً انجام همه امور را به صورت آنی برای میلیاردها نفر در سراسر کره زمین ممکن ساخته است."

### ده عامل یا نیرویی که جهان را مسطح ساخته است
1. فروپاشی دیوار برلین
2. گسترش وب
3. نرم افزاز
4. امکان آپلود
5. بیرون سپاری
6. برون کرانه بری
7. زنجیره‌ای سازی عرضه
8. درون سپاری
9. درونی سازی
10. مکمل‌های نیروزا

### درمان‌های ارائه شده
توماس فریدمن بر این باور است که برای مقابله با پدیده مسطح شدن جهان، نیروی کار ایالات متحده باید توانمندی‌های کاری خود را بی وقفه به روز رسانی کند. وی عقیده دارد که سازگار نگاه داشتن نیروی کار، شانس استخدام را نیز افزایش می‌دهد. او همچنین پیشنهاد می‌کند که دولت با کمتر کردنِ وابستگیِ مزایایِ بازنشستگی و بیمه‌های درمانی به کارفرمای یک فرد و مهیا کردن بیمه‌ای که تا حدودی بتواند کاهش احتمالی درآمد فرد را بر اثر تغییر شغل پوشش دهد، تغییر شغل را برای وی آسان تر می‌کند. فریدمن همچنین باور دارد که با توجه به کاهش نرخ آمریکایی‌هایی که دانشمند، مهندس و ریاضی‌دان هستند، می‌بایست برای جوانانی که می‌خواهند به سمت این حرفه‌ها بروند، اشتیاق بیشتری وجود داشته باشد.

## استقبال عمومی
«جهان مسطح است»، با اقبال عمومی نسبتاً خوبی مواجه شد. البته برخی انتقادهای منفی همراه با شک نیز وجود داشت.